# Tityopsis sheylae
Espèce
Tityopsis sheylae est une espèce de scorpions de la famille des Buthidae.

## Distribution
Cette espèce est endémique de la province de Mayabeque à Cuba. Elle se rencontre dans la grotte Cueva del Indio entre San José de las Lajas et Jaruco.

## Description
Le mâle holotype mesure 26,76 mm, le mâle paratype 23,62 mm et les femelles paratypes 32,11 et 34,00 mm.

## Étymologie
Cette espèce est nommée en l'honneur de Sheyla Yong.

## Publication originale
- Teruel & Rodríguez-Cabrera, 2020 : « Revision of the genus Tityopsis Armas, 1974 (Scorpiones: Buthidae). Part 1. General updates and description of four new species. » Euscorpius, no 304, p. 1-40 (texte intégral).